# Rybaczek wielki
Rybaczek wielki (Megaceryle maxima) – gatunek średniej wielkości ptaka występujący w Afryce Subsaharyjksiej, obok kukabury chichotliwej największy przedstawiciel rodziny zimorodkowatych (Alcedinidae). Nie jest zagrożony wyginięciem.

## Charakterystyka gatunku
Wygląd

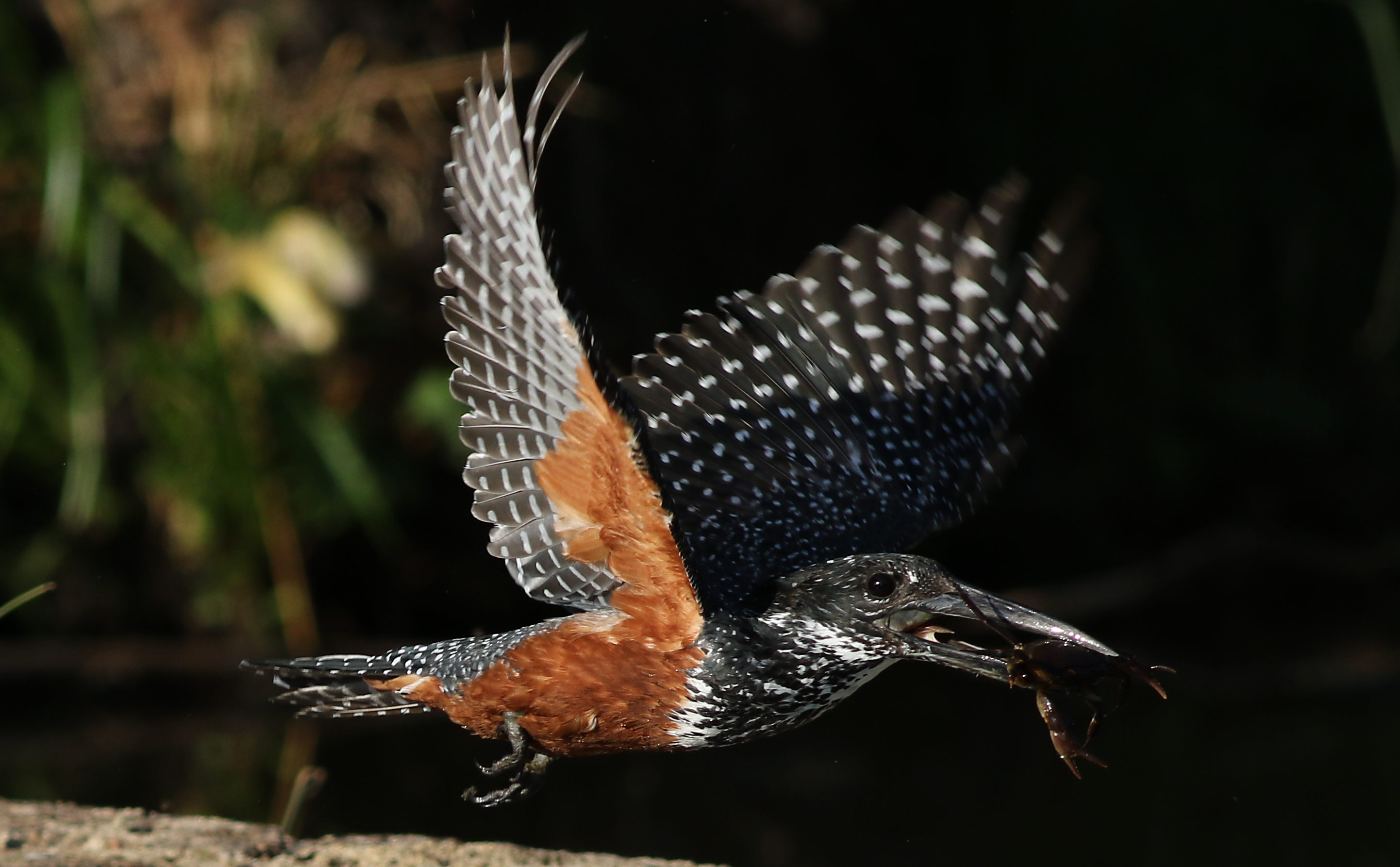
Samica z pochwyconą zdobyczą

Dziób długi, duża głowa zwieńczona nieregularnym czubkiem. Pióra w większości czarne, na skrzydłach i ogonie upstrzone białymi plamkami. Samiec o piersi kasztanowej i w większości białych piórach brzucha, samica z czarno-białą piersią, kasztanowym brzuchem i spodem skrzydeł.
Wymiary
- Długość ciała 42–46/48 cm[6][5];
- Masa ciała: 255–398 g (samica), 275–425 g (samiec)[6][7].

Pożywienie
Łowi głównie ryby, skorupiaki i płazy w typowy dla zimorodków sposób – nurkując z czatowni na gałęzi.
Lęgi
Okres lęgowy różny w zależności od regionu. Ptak ten gniazduje nad wysokimi brzegami rzek lub innych zbiorników wodnych. Samica składa 3 do 5 jaj do wykopanego przez parę tunelu o długości do 180 cm. Wysiadywaniem zajmują się zarówno samice, jak i samce. Karmieniem w gnieździe zajmują się obydwoje rodzice przez 30 dni. Kolejne 5 dni młode karmi już tylko samica. Młode po opuszczeniu gniazda są dokarmiane przez samicę jeszcze przez 3 tygodnie.

## Występowanie
Biotop
Jak inne zimorodki występuje nad brzegami wód. Preferuje duże rzeki i brzegi jezior o sporym zadrzewieniu, a także porośnięte lasami mangrowymi morskie wybrzeża i laguny.
Zasięg występowania
Występuje w niemal całej Afryce na południe od Sahary, z wyjątkiem suchych terenów Kalahari i Namib na południowym zachodzie oraz Rogu Afryki na północnym wschodzie kontynentu.

## Status zagrożenia
Bardzo szeroki zasięg występowania i znaczna (choć nieznana) liczebność populacji nie kwalifikują gatunku do traktowania go jako zagrożonego. Wprawdzie lokalnie obserwuje się spadek liczebności, nie jest on jednak w skali globalnej drastyczny. Z tego powodu przez IUCN sklasyfikowany został jako gatunek najmniejszej troski (Least Concern – LC) i nie wymaga ochrony czynnej.

## Systematyka
Taksonomia
Po raz pierwszy zgodnie z zasadami nazewnictwa binominalnego opisany w 1769 roku jako Alcedo maxima przez niemieckiego przyrodnika Petera Simona Pallasa na podstawie okazu przywiezionego z okolic Przylądka Dobrej Nadziei w Afryce Południowej.
Podgatunki
- M. m. maxima – podgatunek nominatywny, preferuje bardziej otwarte środowiska[6], występuje od Senegalu i Gambii po Etiopię na wschodzie i Botswanę i Afrykę Południową na południu[9][10].
- M. m. gigantea – ciemniejszy w ubarwieniu i większy od M. m. maxima, występuje w lasach deszczowych środkowej części kontynentu[6], od Liberii po północną Angolę i zachodnią Tanzanię oraz na Bioko[9][10].